# AH&BC Amsterdam
 (mai 2022).
Si vous disposez d'ouvrages ou d'articles de référence ou si vous connaissez des sites web de qualité traitant du thème abordé ici, merci de compléter l'article en donnant les références utiles à sa vérifiabilité et en les liant à la section « Notes et références ».
Maillots
Amsterdamsche Hockey & Bandy Club (fondé le 28 janvier 1892) est le plus ancien club de hockey sur gazon des Pays-Bas, basé à Amsterdam. AH&BC est aussi le plus grand club de hockey sur gazon de la ville (2286 membres).
L'équipe est une puissance du hockey national et international. Ses équipes masculines et féminines sont des prétendantes annuelles aux titres néerlandais. L'équipe masculine a remporté sa première Coupe d'Europe en 2005.
À l'origine, le club jouait également bandy, comme le reflète encore le nom du club.

## Histoire
Le club a été fondé en 1892 et est considéré comme le plus ancien club de hockey des Pays-Bas et du continent européen. Dans les premières années, le bandy était le sport le plus important, quand il n'y avait pas de glace en été, ils jouaient au hockey sur gazon. En raison des Jeux olympiques d'été de 1928, le regard sur le hockey a changé, l'équipe néerlandaise a remporté la médaille d'argent aux Jeux olympiques d'été de 1928. À partir de ce moment, le hockey sur gazon est devenu le sport le plus important du club.

## Honneurs

### Hommes
Hoofdklasse
- Champions (21): 1924–1925, 1925–1926, 1926–1927, 1927–1928, 1928–1929, 1931–1932, 1932–1933, 1933–1934, 1936–1937, 1961–1962, 1963–1964, 1964–1965, 1965–1966, 1974–1975, 1993–1994, 1994–1995, 1996–1997, 2002–2003, 2003–2004, 2010–2011, 2011–2012
- Vice-champions (15): 1905–1906, 1906–1907, 1908–1909, 1916–1917, 1973–1974, 1982–1983, 1983–1984, 1988–1989, 1997–1998, 2001–2002, 2005–2006, 2007–2008, 2008–2009, 2015–2016, 2017–2018

Gold Cup
- Champions (1): 2018-2019

KNHB Cup
- Champions (1): 1995-1996
- Vice-champions (1): 1994-1995

Euro Hockey League
- Vice-champions (2): 2011-2012, 2015-2016

Coupe d'Europe de hockey sur gazon des clubs champions
- Champions (1): 2005
- Vice-champions (3): 1995, 1996, 1998

Coupe d'Europe de hockey sur gazon des clubs vainqueurs
- Champions (2): 1999, 2003

Hoofdklasse en salle
- Champions (10): 1987–1988, 1988–1989, 2008–2009, 2009–2010, 2011–2012, 2014–2015, 2015–2016, 2016–2017, 2017–2018, 2019–2020

Coupe d'Europe de hockey en salle des clubs
- Vice-champions (1): 1990

Trophée d'Europe de hockey en salle des clubs
- Champions (2): 2006

### Femmes
Hoofdklasse
- Champions (20): 1936–1937, 1937–1938, 1948–1949, 1970–1971, 1971–1972, 1973–1974, 1974–1975, 1975–1976, 1978–1979, 1979–1980, 1980–1981, 1982–1983, 1983–1984, 1986–1987, 1988–1989, 1990–1991, 1991–1992, 2008–2009, 2012–2013, 2018–2019
- Vice-champions (18): 1981–1982, 1984–1985, 1987–1988, 1989–1990, 1992–1993, 1996–1997, 1997–1998, 1998–1999, 1999–2000, 2003–2004, 2004–2005, 2005–2006, 2006–2007, 2007–2008, 2015–2016, 2016–2017, 2017–2018, 2020–2021

Euro Hockey League
- Champions (1): 2022

Coupe d'Europe féminine de hockey sur gazon des clubs champions
- Champions (14): 1975, 1976, 1977, 1978, 1979, 1980, 1981, 1982, 1988, 1989, 1990, 1992, 2014, 2019
- Vice-champions (1): 1993

Coupe d'Europe de hockey sur gazon des clubs vainqueurs
- Champions (6): 1998, 1999, 2001, 2005, 2006, 2009

Hoofdklasse en salle
- Champions (5): 1971–1972, 1986–1987, 2012–2013, 2016–2017, 2017–2018